# Баєвський район
Ба́євський район (рос. Баевский район) — район у складі Алтайського краю Російської Федерації.
Адміністративний центр — село Баєво.

## Історія
Район утворений 1924 року.

## Населення
Населення — 9018 осіб (2019; 10979 в 2010, 13601 у 2002).

## Адміністративний поділ
Район адміністративно поділяється на 8 сільських поселень (сільрад):
| Поселення                     | Площа, км² | Населення, осіб (2002) | Населення, осіб (2010) | Населення, осіб (2019) | Центр         | Населені пункти |
| ----------------------------- | ---------- | ---------------------- | ---------------------- | ---------------------- | ------------- | --------------- |
| Баєвська сільська рада        | 333,49     | 5175                   | 4707                   | 4020                   | Баєво         | 1               |
| Верх-Пайвинська сільська рада | 262,95     | 1162                   | 767                    | 612                    | Верх-Пайва    | 1               |
| Верх-Чуманська сільська рада  | 373,97     | 1274                   | 960                    | 778                    | Верх-Чуманка  | 1               |
| Нижньочуманська сільська рада | 523,91     | 2062                   | 1649                   | 1358                   | Нижньочуманка | 5               |
| Паклінська сільська рада      | 225,29     | 833                    | 593                    | 468                    | Пакліно       | 2               |
| Плотавська сільська рада      | 345,49     | 1296                   | 991                    | 742                    | Плотава       | 2               |
| Прослаухинська сільська рада  | 295,55     | 802                    | 544                    | 404                    | Прослауха     | 2               |
| Ситниковська сільська рада    | 200,96     | 997                    | 768                    | 636                    | Ситниково     | 1               |

- 2015 року була ліквідована Нижньопайвинська сільська рада, територія увійшла до складу Нижньочуманської сільради[4].

## Найбільші населені пункти
Нижче подано список населених пунктів з чисельністю населенням понад 1000 осіб:
| № | Населений пункт | Населення, осіб (2002) | Населення, осіб (2010) |
| - | --------------- | ---------------------- | ---------------------- |
| 1 | Баєво           | 5175                   | 4707                   |